# 动作漫画
《动作漫画》（英語：Action Comics）是一套美国漫画书系列，该系列首次引入了超人，从流行文化的定义上來说超人是最早的超级英雄角色之一。出版社的最初名稱为國家聯盟出版社（National Allied Publications），其後改名為国家漫画出版社（英語：National Comics Publications）和国家期刊出版社（英語：National Periodical Publications），再改為现名DC漫画。第一卷从1938年连载到2011年，是具有连续期号的连载时间最长漫画书之一；2011年隨著新52企劃，《动作漫画》一度以期号#1重新开始编号，直至2016年8月才沿用回舊編號(#957期)。